# Ерік Сорга
Ерік Сорга (ест. Erik Sorga, нар. 8 липня 1999, Таллінн, Естонія) — естонський футболіст, нападник клубу «Локомотив» (Пловдив) та національної збірної Естонії.

## Клубна кар'єра
Уродженець Таллінна Ерік Сорга починав займатися футболом у столичному клубі «Легіон».
З 16-ти років Сорга грав у системі столичної «Флори». З 2016 року нападника почали залучати до матчів першої команди. У складі «Флори» Сорга двічі вигравав чемпіонат Естонії. У 2019 році з 31 забитим голом Ерік Сорга став кращим бомбардиром чемпіонату країни.
У лютому 2020 року Сорга підписав контракт з клубом МЛС «Ді Сі Юнайтед», у складі якого дебютував 7 березня 2020 року. У серпні 2021 року футболіст відправився в оренду до кінця року у нідерландський «ВВВ-Венло».
8 січня 2022 року естонський нападник приєднався до шведського клубу «Гетеборг».

## Збірна
8 червня 2019 року у матчі відбору Євро-2020 проти команди Північної Ірландії Ерік Сорга дебютував у складі національної збірної Естонії.

## Досягнення
Флора
 Чемпіон Естонії (2): 2017, 2019